# بودوويون
البودوويون وهم مجموعة عرقية من الناس يعيشون في ولاية آسام في شمال شرق الهند، تنحدر أصولهم من بورما، وحسب إحصاء سنة 2001 فالبودوويون هم أكبر القوميات ذات الأصول البورمية في الهند، يبلغ عددهم حوالي مليوني نسمة منهم 1.3 مليون نسمة في ولاية آسام ويتكلم البودوويون باللغة البودووية ويعتنق أغلبهم الهندوسية، وهناك منهم من يعتنق المسيحية ومنهم البوذية.